# Frédéric Diefenthal
Frédéric Diefenthal, właściwie Frédéric Pierre Diefenthal-Girau-Guyard (ur. 26 lipca 1968 w Saint-Mandé, francuskim departamencie Val-de-Marne) – francuski aktor i producent filmowy.

## Życiorys
Dorastał w Gers. Swoją edukację zakończył w wieku piętnastu lat. Któregoś dnia poszedł z kolegą na zajęcia aktorstwa, w których systematycznie uczestniczył przez dwa lata. Wystąpił w kilku filmach krótkometrażowych, reklamach, wideoklipach, grając jednocześnie na scenie Viriot. Po raz pierwszy pojawił się na małym ekranie w telefilmie Les Ritals (1990). Na kinowym ekranie zadebiutował w komedii przygodowej La Totale! (1991) u boku Thierry’ego Lhermitte. Popularność przyniosła mu rola Émiliena Coutanta-Kerbaleca w komedii sensacyjnej Taxi (1998) na podstawie scenariusza Luca Bessona oraz jej trzech sequelach w reżyserii Gérarda Krawczyka − Taxi 2 (2000), Taxi 3 (2003) i Taxi 4 (2007).
Wystąpił m.in. w sztukach Bagatelle(s) Noëla Cowarda (1996–97) w Théâtre de Paris, Romeo i Julia Szekspira (1996) w teatrze Par le bas de Nanterre i L'Importance d'être Constant Oscara Wilde’a (2007) w Théâtre Antoine w Paryżu.
Od 2004 roku jest mężem aktorki komediowej Gwendoline Hamon. Mają syna Gabriela.

## Wybrana filmografia

### Filmy kinowe
- 2007: Taxi 4 jako Émilien Coutant-Kerbalec
- 2006: Anioł Śmierci jako Noël Courtal
- 2005: Przygody Lisa Urwisa (Le Roman de Renart) jako Renart (głos)
- 2003: Taxi 3 jako Émilien Coutant-Kerbalec
- 2001: Belfegor – upiór Luwru (Belphégor – Le fantôme du Louvre) jako Martin
- 2000: Taxi 2 jako Émilien Coutant-Kerbalec
- 1998: Taxi jako Émilien Coutant-Kerbalec

### Seriale TV
- 2006: David Nolande jako David Nolande
- 2005: Clara Sheller jako JP